# Hôtel Brisson
Pour les articles homonymes, voir Brisson.
L'hôtel Brisson est un hôtel particulier situé à Saint-Flour, dans le département du Cantal.

## Histoire
Édifice situé en retrait de la rue, dont les origines remontent au XIVe siècle.

## Description
La façade est composée de trois niveaux, les deux premiers étant percés de fenêtres à meneaux dont les croisillons ont été retirés à une période indéterminée. Les ouvertures au troisième étage sont légèrement plus petites. La tour abrite un escalier à noyau plein, de forme circulaire à l'intérieur et polygonale à l'extérieur. Il était prévu qu'une galerie de style Renaissance établirait la liaison entre les deux bâtiments.

## Protection
Les façades sur cour et les toitures sont inscrites au titre des monuments historiques par arrêté du 31 décembre 1946.